# Edward Powys Mathers
Pour les articles homonymes, voir Mathers.
Edward Powys Mathers, né le 28 août 1892 à Londres et mort le 3 février 1939, est un traducteur et poète anglais. Il est aussi connu pour sa spécialisation dans les mots croisés.

## Biographie
Né dans le quartier londonien de Forest Hill, Edward Powys Mathers est un créateur de mots croisés pour le journal Observer sous le pseudonyme de Torquemada. Il est également traducteur. En 1919, il épouse Rosamond Crowdy. Il est décédé dans sa maison du quartier Hampstead de Londres en 1939.

## Œuvres
Edward Powys Mathers est notamment l'auteur d'un roman policier de cent pages La Mâchoire de Caïn (Cain's Jawbone) écrit en 1934 sous la forme d'un puzzle littéraire avec plusieurs millions de combinaisons possibles. Entre 1934 et 2020, seuls deux lecteurs seraient parvenus à résoudre l’intrigue.
D'après des données réunies par BookNet Canada, institut de statistiques du livre, La Mâchoire de Caïn d’Edward Powys Mathers a connu la plus forte hausse de ses ventes après une mise en avant sur le réseau social TikTok et sa plateforme BookTok ciblée autour des livres, soit 235,6 %, entre octobre 2019 et juin 2022.

## Hommage
John Dickson Carr a dédié son roman Les Yeux en bandoulière (1939) à Edward Powys Mathers lors de son décès.

## Traductions en français
- La Mâchoire de Caïn  (trad. Claire Watson), Le Livre de poche, 2023, 224 p. (ISBN 978-2-253-94026-5)